# تتسویا نومورا
تتسویا نومورا (انگلیسی: Tetsuya Nomura؛ زاده ۸ اکتبر ۱۹۷۰) یک طراح هنری، طراح و کارگردان بازی‌های ویدئویی ژاپنی است که برای اسکوئر انیکس (اسکوئر سابق) کار می‌کند. او شخصیت‌هایی را برای سری فاینال فانتزی طراحی کرد که با فاینال فانتزی ۶ شروع به کار کرد و قسمت‌های بعدی را ادامه داد. علاوه بر این، نومورا توسعه مجموعه بازی‌های کینگدم هارتس را از زمان آغاز به کار آن در سال ۲۰۰۲ رهبری کرده، و همچنین کارگردان فیلم پویانمایی فاینال فانتزی ۷: ظهور کودکان بود.

## اوایل زندگی
پدر نومورا در اوایل علاقه خود را به هنر و بازی تحت تأثیر قرار داد، نقاشی‌های کوچک و بازی‌های تخته‌ای منحصر به فرد سوگوروکو را برای او درست کرد. نومورا از سه سالگی شروع به نقاشی کرد و در دوران دبستان بازی‌های سوگوروکو خود را توسعه داد. از کودکی اوقات فراغت خود را به بازی بیسبال، شنا، ماهیگیری و قلعه سازی می‌گذراند. هنگامی که او در مدرسه راهنمایی بود، پدرش به او گفت که دورانی از کامپیوتر فرا می‌رسد و کامپیوتر شخصی خود را برای او خریداری می‌کند. نامورا Legends of Star Arthur: Planet Mephius را روی آن بازی کرد و با یادگیری برنامه‌نویسی شروع به ساخت بازی‌های ویدیویی خود کرد. او ابتدا محصولی از نینتندو را با نسخه تنیس و پینگ-پنگ کنسول کالر تی‌وی گیم امتحان کرد. در همان زمان پویش اژدها مورد علاقهٔ نومورا قرار گرفت و او را با بازی‌های ویدیویی با عناصر داستانی آشنا کرد. معلم هنر وی در دبیرستان او را به سمت کارهای تصویرگر یوشیتاکا آمانو از فاینال فانتزی راهنمایی کرد. نومورا همچنین در طول کلاس مانگای شخصی خود را ایجاد کرد و قصد داشت این کار را به عنوان یک حرفه انجام دهد، گرچه در نهایت این ایده را رها کرد. نومورا برای یادگیری مجله و تبلیغات آثار هنری به هنرستان رفت. او سپس به دنبال کار تبلیغات در یک شرکت انتشارات گشت. با این حال، او سرانجام پس از دیدن آگهی استخدام با نقاشی توسط یوشی‌تاکا آمانو، به شرکت اسکوئر مراجعه کرد.